# Gică Petrescu
Gică Petrescu (pronunciació en romanès: [ˈd͡ʒikə peˈtresku]; Bucarest, 2 d'abril de 1915 - 18 de juny de 2006) va ser un prolífic compositor i intèrpret de música popular romanesa. Va debutar als 18 anys unint-se a una banda d'estudiants, acabant de graduar-se a l'institut "Gheorghe Şincai" de Bucarest. El seu debut oficial es va fer actuant per a audiències de ràdio el 1937. Entre 1937 i 1939, va continuar cantant amb les orquestres Radu Ghindă i Dinu Şerbănescu al Casino de Sinaia als Carpats.
Alguns crítics musicals han comparat el seu talent i atractiu públic amb persones com Frank Sinatra o Maurice Chevalier. El seu espectacle i encant van ser capaços d'atreure públic de totes les edats, mentre que les seves influències musicals combinen el folk amb els arranjaments d'orquestra clàssica Alguns d'aquests èxits són Căsuţa noastră (La nostra petita casa), Bucuresti, București (Bucarest, Bucarest), Dă-i cu şpriţul pân' la ziuă (Beure Spritz fins a la llum del dia), Uite-aşa aş vrea să mor (Mira, així és com m'agradaria morir).
El 5 de maig de 2003, l'aleshores president de Romania Ion Iliescu va nomenar a Gică Petrescu Cavaller de l'Orde de l'Estrella de Romania quan celebrava el seu 88è aniversari. El 18 de juny de 2006, havia de rebre el premi nacional "Premiile muzicale Radio România Actualităţi" (Notícies de Ràdio Romania - Premis Musicals). El premi va ser cancel·lat, ja que havia mort aquell mateix matí. Tenia 91 anys.